# Rainer Michael Boehmer
Rainer Michael Boehmer (* 2. Dezember 1930 in Königsberg; † 10. September 2022 in Bayreuth) war ein deutscher Vorderasiatischer Archäologe, der über Jahrzehnte mit dem Deutschen Archäologischen Institut (DAI) verbunden war und für mehrere Regionen und Kulturen wichtige Forschungsergebnisse beitrug.

## Leben und Werk
Rainer Michael Boehmer studierte ab 1952 an der Freien Universität Berlin (FUB). Wichtigster Lehrer war im Hauptfach der Begründer der universitären Vorderasiatischen Archäologie in Deutschland, Anton Moortgat. Daneben waren Johannes Friedrich in der Assyriologie, Ernst Heinrich in der altorientalischen Bauforschung und Hans Henning von der Osten in Grabungspraxis wichtige Lehrer. 1961 schloss Boehmer sein Studium mit der Promotion bei Moortgat ab. Thema der Dissertation war Die Glyptik zur Akkad-Zeit. Die Arbeit erschien 1964 und gilt bis heute als Standardwerk. Für den Zeitraum 1962/1963 erhielt er das Reisestipendium des Deutschen Archäologischen Instituts, mit dem er Teile des Mittelmeerraums und Vorderasiens bereisen konnte. Nach der Stipendiatenzeit wurde Boehmer örtlicher Grabungsleiter in Tacht-e Suleiman im Iran. Dort erkrankte er 1963 an Poliomyelitis. Die Krankheit band ihn ein Jahr völlig und auch danach brauchte er drei Jahre, bis er auch aufgrund seiner eisernen Disziplin wieder genesen war.
1965 wurde Boehmer Wissenschaftlicher Referent des damaligen Präsidenten des DAI, Kurt Bittel, an der Zentrale des Deutschen Archäologischen Instituts in Berlin. Von da an war er für den Rest seiner wissenschaftlichen Karriere mit dem DAI verbunden. Wissenschaftlich beschäftigte er sich in dieser Zeit mit Ḫattuša bei der von Bittel geleiteten Ausgrabung in der Türkei. 1968 wurde Boehmer korrespondierendes Mitglied des DAI. 1969 wechselte er als Zweiter Direktor an die Abteilung Bagdad des DAI, wo Jürgen Schmidt zu dieser Zeit Leiter war. Zwei Jahre später habilitierte er sich an der Freien Universität Berlin mit der Arbeit Kleinfunde aus Boğazköy. Auch diese zwei Jahre später publizierte Arbeit gilt bis heute als vorbildlich und Standards setzend. Boehmer ging darin weit über eine einfache Fundbearbeitung und einen Katalog hinaus; er ordnete die Fundgruppen nach räumlichen und chronologischen Aspekten und bearbeitete die Fundgruppen dabei wie in einem Handbuch. 1970/1971 nahm er an den Ausgrabungen in Uruk-Warka teil, verlegte seine Feldforschungen im Irak danach aber vorrangig in den Norden des Landes. Hier untersuchte er, mit einem Schwerpunkt auf Musasir, die historische Topografie des Neuassyrischen Reiches und zwischen 1971 und 1973 auch parthische Felsreliefs. Bis 1978 nahm er weiterhin an den Ausgrabungen in Boğazköy teil, 1978/79 war er noch einmal zu Feldstudien im Nordirak. Nach 1979 führte er aufgrund der politischen Situation im Irak keine eigenen Grabungen mehr durch, förderte aber jüngere Archäologen, insbesondere Uwe Finkbeiner, Ricardo Eichmann und Margarete van Ess, die in Uruk Grabungsprojekte leiteten. Boehmer selbst widmete sich der Publikation der Grabungsergebnisse, die seine Vorgänger über Jahrzehnte vernachlässigt hatten.
Ab 1974 war Boehmer ordentliches Mitglied das DAI. 1979 wurde er nach Schmidts Wechsel als Gründungsdirektor an die Außenstelle Sana'a als Wissenschaftlicher Direktor und Leiter dessen Nachfolger in Bagdad. 1980 leitete er die Ausgrabungen in Tell Imlihiye und Tell Zubeidi, beide im Bereich des Hamrin-Stausees, was insbesondere Erkenntnisse über die bis dato noch wenig erforschte Kassitenzeit brachte. Ebenfalls seit 1980 leitete er das DAI-Langzeitgrabungsprojekt in Uruk-Warka. Auch hier setzte Boehmer neue Maßstäbe in der Forschung. Vor allem in den Jahren 1983 bis 1989 konnten durch Surveys wichtige neue Erkenntnisse zur Stadttopografie gewonnen werden, zudem wurden durch gezielte Grabungen Lücken in der Materialabfolge geschlossen. Ab 1993 war er Erster Direktor der Abteilung Bagdad. Neben den Grabungen legte er auch einen besonderen Wert auf die Publikation der gewonnenen Erkenntnisse und die Vorlage des Materials. Allein bis 1994 erschienen unter seiner Herausgeberschaft neben der Fachzeitschrift Baghdader Mitteilungen auch 18 Bände der Schriftenreihe Baghdader Forschungen. Auch die Unter-Reihe Endberichte der Reihe Ausgrabungen in Uruk-Warka (AUWE), in der die Ergebnisse der Ausgrabungen in Uruk publiziert werden, wurde unter Boehmer intensiviert und bis 1996/97 in 26 Bänden veröffentlicht. Daneben legte er 1987 gemeinsam mit Hans Gustav Güterbock eine Monografie zur gefundenen Glyptik in Ḫattuša vor. Seit 1985 hatte er an der Universität Heidelberg, wo auch die Uruk-Warka-Sammlung des DAI betreut wird, eine Honorarprofessur inne, im Rahmen derer er eine ganze Generation von Nachwuchs-Akademikern nachhaltig prägen konnte. 1995 ging Boehmer in den Ruhestand, 1996 folgte ihm Margarete van Ess als Direktorin der nun der neu geschaffenen Orient-Abteilung untergeordneten DAI-Außenstelle. Zu seiner Pensionierung wurde ihm eine von Uwe Finkbeiner, Reinhard Dittmann und Harald Hauptmann herausgegebene Festschrift gewidmet, in der auf mehr als 700 Seiten die ungewöhnlich große Zahl von 74 Autoren und Autorinnen beigetragen hatten, die zu seinen Freunden, Kollegen und Schülern gehörten.
Boehmer leistete bei der Erforschung dreier Kulturkreise nennenswerte Beiträge: bei den Hethitern, den Völkern Mesopotamiens sowie für die Frühzeit Altägyptens. Daneben förderte er insbesondere junge Wissenschaftler. Neben seiner wissenschaftlichen Tätigkeit war er auch von 1976 bis 1980 Erstgutachter, von 1984 bis 1992 Gutachter für das Fach Vorderasiatische Archäologie. 1988 wurde Boehmer Mitglied des Kuratoriums der Max Freiherr von Oppenheim-Stiftung. 1995 wurde ihm für seine Verdienste um die Archäologie im Irak das Bundesverdienstkreuz am Bande verliehen. Er starb im September 2022 im Alter von 91 Jahren.

## Publikationen (Auswahl)
- Die Entwicklung der Glyptik während der Akkad-Zeit (= Untersuchungen zur Assyriologie und vorderasiatischen Archäologie. Band 4). de Gruyter, Berlin 1965.
- Die Kleinfunde von Boǧazköy aus den Grabungskampagnen 1931–1939 und 1952–1969 (= Wissenschaftliche Veröffentlichungen der Deutschen Orient-Gesellschaft. Band 87; Boğazköy-Ḫattuša. Band 7). Gebr. Mann, Berlin 1972, ISBN 3-7861-2193-1.
- Die Kleinfunde aus der Unterstadt von Bogazköy. Grabungskampagnen 1970–1978 (= Boğazköy-Ḫattuša. Band 10). Gebr. Mann, Berlin 1979, ISBN 3-7861-1177-4.
- Die Reliefkeramik von Bogazköy. Grabungskampagnen 1906–1912, 1931–1939, 1952–1978 (= Boğazköy-Ḫattuša, Band 13). Gebr. Mann, Berlin 1983, ISBN 3-7861-1313-0.
- als Herausgeber mit Harald Hauptmann: Beiträge zur Altertumskunde Kleinasiens. Festschrift für Kurt Bittel. 2 Bände, Philipp von Zabern, Mainz 1983, ISBN 3-8053-0585-0.
- mit Heinz-Werner Dämmer: Tell Imlihiye, Tell Zubeidi, Tell Abbas (= Hamrin report. Band 13; Baghdader Forschungen. Band 7). Philipp von Zabern, Mainz 1985, ISBN 3-8053-0787-X.
- mit Hans Gustav Güterbock: Glyptik aus dem Stadtgebiet von Boğazköy. Grabungskampagne 1931–1939, 1952–1978 (= Die Glyptik von Boğazköy. Band 2 = Boğazköy-Ḫattuša. Band 14). Gebr. Mann, Berlin 1987, ISBN 3-7861-1494-3.
- Uruk. Kampagne 38, 1985. Grabungen in J–K/23 u. H/24–25 (= Ausgrabungen in Uruk-Warka. Band 1). Philipp von Zabern, Mainz 1987, ISBN 3-8053-0965-1.
- als Herausgeber mit Friedhelm Pedde und Beate Salje: Uruk. Die Gräber (= Deutsches Archäologisches Institut. Abteilung Baghdad. Ausgrabungen in Uruk-Warka. Endberichte. Band 10). Philipp von Zabern, Mainz 1985; Neuauflage Mainz 1995, ISBN 3-8053-1590-2.
- Uruk. Früheste Siegelabrollungen (= Ausgrabungen in Uruk-Warka. Band 24). Philipp von Zabern, Mainz 1999, ISBN 3-8053-1901-0.
- Herausgeber mit Joseph Maran: Lux orientis. Archäologie zwischen Asien und Europa. Festschrift für Harald Hauptmann zum 65. Geburtstag (= Internationale Archäologie. Studia honoraria. Band 12). Leidorf, Rahden 2001, ISBN 3-89646-392-6.